# Astrosphaeriella stellata
Astrosphaeriella stellata är en svampart som först beskrevs av Narcisse Theophile Patouillard, och fick sitt nu gällande namn av Pier Andrea Saccardo 1928. Astrosphaeriella stellata ingår i släktet Astrosphaeriella och familjen Melanommataceae.   Inga underarter finns listade i Catalogue of Life.